# Ben Reilly
Benjamin "Ben" Reilly, también conocido como Araña Escarlata, Spider-Man, Spider-Carnage y 'Chacal', es un superhéroe ficticio que aparece en cómics estadounidenses publicados por Marvel Comics. Él es un clon y aliado del original Spider-Man (Peter Parker) y es prominente en la historia de la "Saga del Clon" (1994-1996), lo que llevó a su asesinato por parte del Duende Verde (Norman Osborn).
Creado por el escritor Gerry Conway, el personaje apareció por primera vez en The Amazing Spider-Man # 149 (octubre de 1975). Durante la historia de "Saga del Clon", llegó a usar un traje improvisado similar a Spider-Man que consiste en una sudadera con capucha azul sin mangas adornada con motivos negros de una araña en su frente y espalda, sobre un mono y una máscara de spandex rojo, con utilidad cinturones y tiradores de tela de tamaño considerable que fueron diseñados por el artista Tom Lyle, antes de ponerse una variante del traje de Spider-Man diseñado por el artista Mark Bagley como su sucesor durante algún tiempo antes de su muerte.
En el arco de la historia "Dead No More: The Clone Conspiracy" de 2017, el personaje fue resucitado. En la serie 2017 Ben Reilly: La Araña Escarlata, recupera su identidad de Araña Escarlata y vuelve a imaginarse como un antihéroe por los equipos creativos de Marvel Comics, comenzando una búsqueda espiritual para redimirse a sí mismo como un verdadero héroe una vez más.
El personaje hizo su debut cinematográfico en el largometraje de 2023 Spider-Man: Across the Spider-Verse con la voz de Andy Samberg.

## Historia

### Creación
Ben Reilly fue creado por el Chacal (Profesor Miles Warren), y fue el primer clon exitoso de Peter Parker; un clon anterior sufría de degeneración de clones y se consideraba inestable. A través de la ciencia misteriosa, a Reilly se le imprime una copia de los recuerdos de Parker y en su primer encuentro se cree que es Parker. Después de que Parker fue capturado por Chacal, Parker y Reilly se encontraron con trajes de Spider-Man en el Shea Stadium, e inicialmente lucharon entre sí creyendo que el otro era el impostor. Al darse cuenta de lo que estaba en juego, decidieron formar un equipo en un intento de salvar al clon de Gwen Stacy y un Ned Leeds capturado. En el proceso, Reilly pareció ser asesinado en una explosión, y Parker, temeroso de las consecuencias de un cadáver de un segundo Peter Parker siendo encontrado, dejó caer el cuerpo de Reilly en una chimenea. Reilly sobrevivió y escapó de la chimenea. Cuando vio a Parker y Mary Jane Watson en un abrazo, Ben, a pesar de reconocer que era un clon, también aceptó el fuerte sentido de moralidad de Parker como propio, negándose a sucumbir a la tentación de asesinar a su doppelgänger, y decidió embarcarse en una vida nómada. Se apodó a sí mismo "Ben Reilly", utilizando el nombre de pila de su tío y el apellido de soltera de su tía (Ben Parker y May Reilly, respectivamente). Tomó algunas ropas viejas que Parker había tenido la intención de donar a obras de caridad, y dejó Nueva York profundamente deprimido, pero también se inspiró en sus propios consejos para construir una vida propia.

### Exilio
Afectado por la gripe, Ben Reilly se encuentra con Seward Trainer, un científico que fue chantajeado en secreto por agentes de Norman Osborn en seguirle la pista. Trainer ayuda a Reilly a restablecer su vida, y Reilly ve a Trainer como una figura paterna. Reilly confía completamente en Trainer porque ayuda a Reilly a sobrevivir en sus andanzas sin rumbo, y le da a Reilly credenciales falsas que le permiten encontrar trabajo durante algunos meses a la vez. Posteriormente, Ben sigue adelante justo antes de que las personas puedan examinar las referencias lo suficientemente cerca como para saber que son falsas, utilizando el dinero obtenido para financiarse hasta que el siguiente necesite un trabajo. Durante este tiempo, Reilly es perseguido por Kaine, un clon fallido de Peter Parker. Kaine cree que Reilly es el original Peter Parker y lo odia por ser impecable, aunque inicialmente Kaine no está seguro de por qué está acechando a Reilly más que deseando verlo sufrir. Reilly encuentra el amor con la estudiante / mesera, Janine Godbe, de abuso incestuoso. A pesar de que pasa un tiempo viviendo con Janine, al parecer se suicida por culpa de sus crímenes pasados, dejando a Reilly seguido constantemente por Kaine jurando negarle la felicidad a Reilly por el tiempo que pueda.
Además de luchar contra Kaine, Reilly se involucra esporádicamente en actos heroicos; aunque no le gusta jugar al héroe, ya que le recuerda a la vida como Peter Parker, se encuentra incapaz de ignorar su sentido de araña cuando se dispara con suficiente intensidad, también actúa como vigilante a corto plazo para desmantelar un importante cartel de drogas en Salt Lake City durante su tercer año. Durante un período particularmente sombrío, Reilly trabaja en trabajos sin futuro y se permite ser considerado como discapacitado mental en lugar de interactuar con los demás. Después de que su sentido de araña lo impulsa a salvar a una familia de la muerte durante un robo, acepta que no puede ceder a la desesperación y debe intentar marcar la diferencia cuando puede. Después de esto, vive por un corto tiempo en Italia y trabaja como profesor de inglés, pero se ve obligado a irse después de que un jefe de la mafia investiga el pasado de Reilly cuando su hija expresa interés en Reilly. El mafioso se entera de las lagunas en el registro de trabajo de Reilly y lo obligó a abandonar la ciudad. Mientras viaja, Reilly lucha contra el villano místico D'Spayre y un showman psicópata llamado Wild-Whip. Una experiencia en esta época de su vida vio a Reilly contratado como ayudante del científico Damon Ryder, pero los experimentos de Ryder con ADN de dinosaurio vieron a Ryder mutar en un híbrido hombre / dinosaurio, con un ataque posterior de Kaine que inició un incendio que mató a la familia de Ryder, obligando a Ben a huir.

### Araña Escarlata
Cinco años más tarde, cuando trabaja en un complejo, Ben Reilly descubre que May Parker está muriendo de un derrame cerebral, por lo que regresa a la ciudad de Nueva York. Allí, Reilly se encuentra con Peter Parker, amargado y enojado después de varias tragedias. Mientras que inicialmente llegan a los golpes, comienzan a trabajar juntos. Reilly realmente se preocupa por el bienestar de la familia Parker, pero Parker inicialmente sospecha de los motivos de su clon. Finalmente, sin embargo, Parker crece para confiar en Reilly. Poco después, a pesar de dudar de sí mismo como héroe, el alboroto de Venom (Eddie Brock), un reciente encuentro con Carnage, descendiente de Venom, y los informes anteriores de Spider-Man repetidamente no lograron detenerlo, estimula a Reilly a ponerse un disfraz improvisado, un arsenal mejorado de Spider-Man, y es apodado la "Araña Escarlata" por la prensa. Aunque Reilly inicialmente se sintió intimidado por la ferocidad de Venom, finalmente lo derrota, incluso es capaz de resistir el vínculo con el simbionte Venom con su fuerte voluntad durante la pelea, una hazaña que incluso el Spider-Man original tuvo La victoria sobre uno de los principales adversarios de Spider-Man le ayuda a ganar la confianza que necesita. Sin embargo, Reilly y Venom también se convierten en enemigos después de su encuentro, porque fue clonado de Parker y se fue de Nueva York antes de las Guerras Secretas, Reilly no comparte la culpa de Spider-Man sobre la presencia de Venom en la Tierra, y está decidido a poner fin a sus amenazas. Además, a diferencia de Spider-Man, Reilly puede detectar el simbionte Venom y su descendencia con su sentido de araña. Luego encontraría más enemigos de la galería de pícaros de Spider-Man y también acumularía los suyos propios. La ciudad le da la bienvenida a Araña Escarlata debido a su incansable dedicación a lo heroico, y J. Jonah Jameson, a pesar de su desconfianza, no puede lanzar una campaña de difamación en su contra debido a su popularidad.
Durante un breve período, Araña Escarlata se une a los Nuevos Guerreros después de ayudarlos a lidiar con el virus Carroña, aunque ninguno de los miembros del equipo lo acepta completamente porque se niega a revelar su identidad de sus obligaciones para proteger los secretos de Spider-Man. Cuando Peter es acusado y arrestado por los asesinatos de Kaine, Reilly cambia de lugar con él para que Peter pueda permanecer libre y descubrir la verdad, y permite a Parker usar el traje de Araña Escarlata por un breve tiempo; Reilly gana el respeto y la admiración de Parker en el proceso. Él y Parker finalmente descubren que el Chacal está vivo, y se encuentran con más clones de Spider-Man, incluido el homicida Spidercide. Después de derrotar a Chacal con Parker, Reilly intenta seguir como Araña Escarlata, pero finalmente se ve obligado a soltar la identidad cuando, durante la guerra entre el segundo Doctor Octopus y Alistair Smythe, una versión holográfica de Araña Escarlata arruina la reputación de Reilly en un ataque feroz. Reilly concluye que el engaño del Doctor Octopus ha funcionado porque todavía es demasiado nuevo en la escena. Decide asumir el manto de Spider-Man y abandonar su papel en los Nuevos Guerreros a pesar de su atracción por Firestar.

### Spider-Man
Ben Reilly luego se convierte en la versión de reemplazo de Spider-Man por un tiempo cuando Peter Parker se retira para criar a su bebé por nacer. Reilly usa su propio estilo de disfraz en lugar de Parker. Mientras tanto, los dos hombres son engañados por el Chacal y Seward Trainer, que trabajan bajo las órdenes de Norman Osborn, en la creencia de que Reilly es el original y Parker es el clon. Osborn espera que la revelación de que su vida fue una mentira haría que Parker se rinda; en cambio, tanto Parker como Reilly ven esto como una oportunidad para comenzar de nuevo. Reilly comienza a trabajar en un restaurante llamado Daily Grind. También se tiñe el pelo de rubio para diferenciarse de Parker. Reilly trabaja allí durante un año, luchando contra villanos. El cambio en el vestuario inicialmente incita al Daily Bugle para reclamar que hay un nuevo Spider-Man, pero Reilly y Mary Jane Watson los quitan del olor y la historia se descarta. Solo Gata Negra, Venom, Silver Sable, Hombre de Arena, Antorcha Humana y su antigua compañera de equipo Firestar alguna vez se enteran de que están lidiando con un Spider-Man diferente, aunque Reilly también le dice la verdad a Daredevil, y Mysterio concluye que había habido un sustitución cuando se estudian periódicos después de ser liberado de prisión. Los X-Men: específicamente Cyclops, Tormenta, Ángel, Iceman y Wolverine. También sé la verdad porque Reilly les dijo por qué no estaba al tanto de un equipo anterior en el que Peter había ayudado a los X-Men a rastrear las actividades de Mr. Sinestro.

#### DC vs. Marvel
Durante la historia de crossover entre empresas de DC vs. Marvel, Ben Reilly viaja inadvertidamente a una realidad paralela después de haber estado expuesto a la fisura dimensional. Mientras estaba varado en esta realidad alternativa, se encontró con sus héroes y villanos al tratar de encontrar un camino de regreso. Temporalmente usa su nombre "original" de Peter Parker, Reilly encuentra un trabajo en el Daily Planet como su fotógrafo personal, trabajando con los principales reporteros del periódico Lois Lane y Clark Kent. Él salva a Lane de ser capturado por un Espantapájaros / Espantapájaros a trabajar en equipo, aunque posteriormente se avergüenza cuando se entera de su compromiso con Kent después de invitarla a salir. Finalmente, dos entidades cósmicas obligan a los héroes de ambas realidades a luchar en una serie de duelos para la supervivencia de sus respectivos universos. Reilly es elegido para pelear contra Superboy, el clon híbrido de Superman y Lex Luthor, y gana gracias a su sentido de araña y al uso de correas de impacto que sobrepasan el poder crudo de Superboy. Reilly luego se une con Superboy para rescatar al personal de Daily Planet del Kingpin, y Lane desarrolla una ligera atracción con el alter ego de Reilly, antes de que las realidades se separen de nuevo.

#### Spider-Carnage
Durante el arco de "Web of Carnage", Ben Reilly está vinculado con el simbionte Carnage cuando escapa del Instituto Ravencroft, donde se encuentra su anfitrión psicopático Cletus Kasady. A diferencia de su experiencia con el simbionte Venom, Reilly lucha por el control de sí mismo, y él intenta atraparlo dentro de él. Hace que John Jameson lo lleve a una celda diseñada para contener a Carnage y se somete a una dosis potencialmente mortal de radiación de microondas para tratar de matar al simbionte, que regresa a Kasady a través de las tuberías. Seward Trainer desaparece mientras Ben lucha con el simbionte Carnage. La cuenta bancaria de Reilly está congelada y sus pertenencias son robadas mientras el Grind se quema y Reilly es acusado de incendio premeditado.

#### Hermanos de sangre
Se cree que el Hobgoblin está perpetrando muchos de estos eventos por orden de Gaunt y la empresa Multivex. La examante de Reilly, Janine Godbe, es llevada a Nueva York por Kaine para informar a la policía sobre sus crímenes y su paradero, y los dos amantes se fugan. Sin embargo, después de un enfrentamiento final entre Reilly y Kaine en un restaurante, Kaine acepta que él debería entregarse para expiar sus crímenes. Las palabras de Reilly y la decisión de Kaine inspiran a Godbe a hacer lo mismo.

#### Muerte
Por la misma época, Peter Parker y Mary Jane Watson regresan a Nueva York. Él y Ben comienzan a contemplar las posibilidades de que Peter regrese al papel a tiempo completo, proporcionando a la ciudad dos Spider-Men para compensar la reciente pérdida de los Cuatro Fantásticos y los miembros cruciales de los Vengadores durante la guerra contra Onslaught.
Parker ayuda a Reilly a defenderse del último ataque de Gaunt después de descubrir su verdadera identidad. Reilly es atacado por Norman Osborn mientras que su sentido de araña es desactivado por un gas que usaba Gaunt. Osborn revela que Reilly es el clon, lo deja inconsciente y los lleva a él y Parker a su base frente a las oficinas de Daily Bugle. Osborn tiene la intención de volar el edificio, con la mayoría de los amigos de Parker y Reilly dentro de él después de que les enviaran invitaciones falsas. Mientras Parker lucha contra Osborn, Reilly intenta evacuar el Daily Bugle, pero se lastima aún más mientras protege a Flash Thompson de una bomba. Mientras ayuda a Parker a quitar las bombas restantes, Reilly intercepta un Duende Planeador antes de que pueda empalar a Parker. Reilly cae varias historias y choca contra un taxi debajo. Mientras yace moribundo, Reilly le dice a Parker que tendrá que retomar el papel de Spider-Man. Reilly muere y su cuerpo se descompone rápidamente, confirmando que en realidad era un clon. Este sacrificio, y el nacimiento simultáneo de su hijo, llevan a Parker a reclamar la identidad de Spider-Man.

### Post mortem
Durante la historia de 1998 "Spider-Man: Crisis de Identidad", cuando Spider-Man adopta cuatro nuevas identidades para continuar actuando como un héroe después de que Norman Osborn le otorgó una recompensa, sus armas como el Avispón incluyen una adaptación de los viejos aguijones sedantes de Ben, y más tarde utilizado por el sucesor de la identidad de Spider-Man, Eddie McDonough. Más tarde, después de la historia, Spider-Man usó los disparadores web de Ben para que pueda usar su correa de impacto y aguijones. Durante la historia de "Civil War" de 2006, usa el seudónimo de Ben Reilly y un dispositivo de disfraz holográfico que le dio Beast.
Mientras se encuentra en una misión para eliminar los poderes de Spider-Man, la Iniciativa emplea a tres "Spider-Men" para ayudar en la captura del Sindicato Siniestro. Se llaman Arañas Escarlatas por War Machine. Una de las personas a las que el Señor Hyde le da poderes a Spider-Man para aparecer en un disfraz que Ben Reilly usaba como la Araña Escarlata en una celda de la cárcel.
Damon Ryder, usando el alias "Raptor", más tarde ataca a Parker, confundiéndolo con Reilly. Ryder culpa a Reilly por la muerte accidental de su familia, su mente deformada por su mutación, pero Spider-Man es capaz de derrotar a Ryder.

### "Dead No More: The Clone Conspiracy"
Ben Reilly aparece como parte de la marca de All-New, All-Different Marvel 2015, en la forma del misterioso hombre en un traje rojo brillante con una máscara Anubis, que todos creen que es Miles Warren. Después de su muerte a manos del Duende Verde, Chacal recoge los restos disueltos de Ben y lo clona. Sin embargo, Chacal encuentra problemas con la degradación celular. Le hizo matar a Ben 26 veces más, todos los cuales tienen la vida de Ben (y la mayoría de los de Peter) parpadeando ante sus ojos. En el proceso, la naturaleza benévola de Ben es reprimida, se vuelve moralmente ambigua y desequilibrada mentalmente como resultado de sus pruebas de muerte. Ben finalmente se libera y noquea a Chacal. Después de que mejora la fórmula de Warren, hace clones de Miles Warren y le lava el cerebro a Chacal que es un clon, por lo que es casi imposible saber quién es el verdadero. Ahora libre, y con un número de clones de Miles Warren con el original como sus sirvientes, Ben se acerca a varios de los enemigos de Spider-Man con la posibilidad de revivir a sus seres queridos si siguen sus órdenes. Los revividos son clonados por Chacal.
Chacal tiene New U Technologies para obtener los cuerpos del Doctor Octopus, Alistaire Smythe y otros villanos por sus "Reanimaciones". Cuando el octobot poseído por el Doctor Octopus orquestó la reanimación del cuerpo del Doctor Octopus, el Doctor Octopus se deshizo de la conciencia de Peter Parker y tomó el control del cuerpo mientras emergía de la tina. Chacal le da al Doctor Octopus su paquete de tentáculos y algunas Nuevas Píldoras U que ayudarían a prevenir cualquier degeneración de clones.
Spider-Man se infiltra en New U Technologies y persigue a Chacal. Siguiendo a Chacal a una habitación, Spider-Man es sorprendido por Gwen Stacy y luego atrapado por el Doctor Octopus. Después de que el Chacal rompe la pelea entre Spider-Man y Doctor Octopus, muestra a Spider-Man alrededor de las Nuevas Tecnologías U. Después de que Spider-Man es rescatado por Kaine y Spider-Woman de Tierra-65, se le dice que visitaron tierras alternativas no identificadas donde la colaboración de Industrias Parker y New U Technologies resultó en la humanidad sufriendo un apocalipsis zombi a manos del virus Caroña. Ben finalmente se revela a Peter y le ofrece la oportunidad de traer a "su" tío Ben. Ben le dice a Peter que incluso si Peter no siente que merece que le traigan a sus seres queridos, la mayoría de ellos merecen una segunda oportunidad en la vida. Después de escuchar la historia y la propuesta de Ben, Peter se vuelve más interesado.
Ben comienza a llevar a Spider-Man a las instalaciones de New U Technologies con el cadáver del tío Ben y le explica a Peter que hizo que su compañía y su visión cobraran vida mediante el chantaje emocional de los altos mandos de la sociedad. Le muestra a Peter el "Refugio", una sección de las instalaciones configurada como un vecindario normal donde Peter ve a todos sus amigos y enemigos resucitados. Le dice a Ben que la razón por la que no ha traído al tío Ben aún es porque el tío Ben le dice que está equivocado y que está usando este poder sin responsabilidad. Chacal ordena a los enemigos de Spider-Man que lo maten. Anna Maria revela que sabe cómo detener el proceso de descomposición de los clones y Chacal le ofrece el cuerpo "Proto Clone" a cambio de la fórmula. El Doctor Octopus se ofende por los comentarios de Chacal sobre María s enanismo y ataca a su jefe. Cuando el Doctor Octopus activa el virus Caroña, comienza a propagarse, lo que hace que Anna también se vea afectada. Chacal se hace cargo de la transmisión de J. Jonah para decirle al mundo que todos morirán y renacerán.
Durante la pelea, Ben golpea a Kaine fuera de las instalaciones. El Doctor Octopus lucha contra Chacal para permitirle a Peter y Anna Maria el tiempo para transmitir la frecuencia. Cuando Spider-Man envía una señal que evita que los clones se descompongan, los clones de Ben Reilly, Doctor Octopus y Gwen Stacy se reducen al polvo. Se revela durante la pelea que el Doctor Octopus implantó su mente en Proto Clone y Ben Reilly se salvó utilizando New U Pills and Webware Technology. Él regresa a su casa de seguridad (diseñado después de la casa de la infancia de Peter) solo para encontrar al verdadero Miles Warren como el Chacal. Chacal incendia la casa de seguridad de Ben antes de que Ben derrote a Chacal en una pelea, dejando que el científico loco supuestamente muera en el fuego en el proceso. Ben se balancea pensando en lo que hará con su vida.
Mientras se relaja en un bar, la Dra. Rita Clarkson es recibida por un disfrazado y desfigurado Ben Reilly. Aunque Rita se arrepiente de lo que hizo New U Technologies, Ben todavía cree que estaban haciendo bien a la gente. Pide un préstamo a Rita, pero ella se niega hasta que Ben la salva de algunos criminales que intentaron matarla por las acciones de New U Technologies. Le da un beso a Ben antes de dirigirse hacia Broadway.

### Ben Reilly: La Araña Escarlata
Tras mudarse a Las Vegas, Ben se roba una variante del traje de Spider-Man similar a la de Spidercide de un cosplayer y comienza a actuar como un héroe una vez más, aunque haga que los que ayuda le paguen por su ayuda a cambio, mientras intenta hacer una vida civil discreta para el mismo. Cuando uno de sus antiguos clientes de New U Technologies llamado Cassandra Mercury lo amenaza con intentar curar a su hija Abigail de una enfermedad debilitante, Ben accede a la oferta a cambio de un laboratorio y otros recursos. Adopta una réplica perfecta de su atuendo original de Araña Escarlata cuando un trío de 'fanáticos' de Spider-Man irrumpen en el casino para tratar de enfrentarse a un gánster solo para que su posible objetivo rompa el cuello de uno de los trajes tradicionales de Spider-Man. Ben les dice a los dos supervivientes que se vayan después de presentarse y se quita el disfraz de la otra "Araña Escarlata". Luego fue confrontado por Kaine Parker, quien lo estaba buscando en San Francisco. Después de una discusión en la habitación del hotel de Ben, comienzan a pelear. Ben convence a Kaine para que se retire argumentando que realmente está tratando de curar la condición terminal de Abigail Mercury, pero Kaine le aclara a Ben que matará a su "hermano". para proteger el mundo si Abigail muere y una vez que Ben ha salvado su vida. Después de que Abigail Mercury muere porque Ben probó una nueva droga en ella demasiado rápido, es atacado por Kaine una vez más, solo para que Kaine sea "asesinado" por lo que parece ser Marlo Chandler. Aunque el look-a-like de Marlo Chandler rápidamente se identifica a sí misma como siendo realmente Muerte, usando la forma de Marlo para comunicarse. Ella explica que tiene un "interés" en Ben ya que ninguna otra persona ha vuelto a la vida tan a menudo. La muerte revela que ha "muerto" tantas veces que su alma se ha corrompido y si sufre una resurrección más, es probable que sufra tanto daño espiritual que su alma se romperá para siempre. Ella le ofrece a Ben la oportunidad de devolverle la vida a la niña o a Kaine antes de partir. Cuando Ben le pide que salve a los dos y lo mate, la Muerte no solo sana a los otros dos, sino que también restaura la vitalidad y la apariencia de Ben. La muerte también afirma que ha comenzado sus esfuerzos por redimirse de sus pecados como el Chacal y convertirse en un superhéroe una vez más. Sin embargo, después de un enfrentamiento con los Slingers recién reformados vio a Ben atacar brutalmente a un humano normal por su aparente papel en los robos de comida del empleador actual de Ben, Ben se enteró de que su nueva apariencia se cicatrizaría si hiciera algo para comprometer su condición de héroe, dejándolo con una cicatriz desfiguradora alrededor su ojo derecho cuando se enfrenta a una orden de los Slingers para entregarse a la policía por la paliza. Enfrentando a los Slingers, Ben descubre que el nuevo Avispón es en realidad Cyber, quien fue devuelto a la vida por un demonio que posee el Black Marvel, lo que llevó a Reilly a unir fuerzas con Kaine y los otros Slinger para derrotar a los dos. Reilly casi se ahoga con Black Marvel, pero Kaine puede encontrar un sacerdote para bendecir la fuente y permitir que Reilly destruya al demonio. Los Slingers perdonan las palizas anteriores de Reilly, reconociendo que hay matices de gris que deberían reconocer. Dusk pasa una advertencia a Reilly sobre Mysterio, pero cuando Ben visita al ex villano, la historia de Beck sobre su decisión de retirarse después del momento en que murió y fue al Infierno incita a Reilly a aceptar el deseo de Beck de dejar su pasado debido a sus propios esfuerzos para pasar de los pecados del pasado.

### Regreso como Spiderman
Tras su regreso a casa, Beyond Corporation se acercó a Ben para que se convirtiera en Spider-Man una vez más como parte de su iniciativa para privatizar a los superhéroes. La jefa de Ben era Maxine Danger , la jefa del Departamento de Héroes de Beyond.Como parte del empleo de Ben, Beyond arregló la liberación de Janine Godbe de prisión, lo que resultó en el resurgimiento de su romance.Ben también contó con un traje mejorado.
Ben finalmente se acercó a Peter, quien estaba mal dispuesto a que él tomara el relevo sin preguntar.Beyond secretamente tenía sus propios planes para el predecesor de Ben, y organizaron una pelea entre los dos Spider-Men y los U-Foes ,  que resultó en que Peter fuera hospitalizado debido a un envenenamiento agudo por radiación. Antes de que Peter cayera en coma, Ben recibió su bendición para ser Spider-Man.  Durante el período posterior de Ben como Spider-Man, se enfrentó a Morbius y Kraven el Cazador.Ben también se asoció con Black Cat para atender los asuntos pendientes del difunto Doctor Strange, que terminó con ella calentándose con Ben en su papel como reemplazo de Peter. 

### Devil Reign´s
En ese tiempo, Ben tuvo problemas con la ley después de que el alcalde de la ciudad de Nueva York, Wilson Fisk, prohibiera el vigilantismo como parte de su vendetta contra Daredevil. Ben fue uno de los muchos superhéroes arrestados por el gobierno Unidades Thunderbolt impuestas por el gobierno, pero The Thing y  Human Torch lo rescató rápidamente de la custodia policial.Después de ser derrotado por Ben en nombre de Beyond, Doctor Octopus confió un disco duro que contenía los secretos de la compañía, así como la revelación de que los empleadores de Ben lo habían elegido porque lo consideraban psicológicamente comprometido y fácil de manipular.Cuando Maxine descubrió que Reilly había aprendido los secretos de Beyond, lo obligó a usar un dispositivo para limpiar su mente, lo que borró sin darse cuenta la mayoría de los recuerdos formativos que Ben había heredado de Peter, provocando muchos problemas.

### Chasm
Ben rápidamente se dio cuenta de las piezas que faltaban en su mente y salió corriendo del Más Allá.Peter ya se había recuperado de sus heridas graves, volvió a la acción después de que Beyond desató una nueva villana llamada The Queen Goblin.Junto a Ben irrumpieron en las instalaciones de supervillanos de Staten Island de Beyond , pero con la mente de Reilly ya quebrada, liberó a un monstruo llamado Creature Z para causar una distracción mientras perseguía a Maxine Danger. Una vez que Reilly irrumpió en Beyond Tower, Maxine lo sedujo para que tratara de usar el dispositivo de extracción de memoria en Peter para recuperar sus recuerdos de su fuente original. Cuando Peter alcanzó a Ben, lucharon con saña mientras el edificio se inundaba con un polímero de cambio cuántico destinado a cubrir las huellas de Beyond. Después de que Peter destruyó el dispositivo, Ben se dejó sumergir en esta sustancia por su derrota y el edificio explotó. Ben Really fue dado por muerto, pero Janine regresó por él y descubrió que el polímero lo había mutado. Atormentado por sus recuerdos perdidos, Ben huyó de Janine y tomó el alias de Chasm.

## Poderes y equipamiento
Como el clon de Spider-Man, Ben Reilly posee habilidades y rasgos proporcionales parecidos a arañas idénticos a los de Peter Parker, que incluyen fuerza sobrehumana, velocidad, reflejos, resistencia, durabilidad y agilidad, junto con la habilidad de arrastrarse casi en cualquier superficie. También tiene un "sentido de araña" precognitivo que le advierte del peligro. Los reflejos de Reilly operan hasta 40 veces más rápido que los de una persona normal, mientras que su fuerza le permite levantar 150 veces su propio peso, aunque ha levantado mucho más. Debido a que Reilly no estuvo en el papel de Spider-Man durante cinco años mientras viajaba, su estilo de lucha es menos brillante que el de Parker. Sin embargo, Kaine notó que Reilly es un combatiente calculador y astuto, capaz de derrotar estratégicamente oponentes poderosos como Venom. Él posee a Peter Parker su ciencia aplicada, química, física, biología, ingeniería, matemáticas y mecánica. Al igual que Parker, Reilly se compromete a superarse a sí mismo intelectualmente; se enseñó más a sí mismo en estas disciplinas y es un científico e inventor calificado a la par de los entrenamientos científicos de Parker a pesar de no recibir una educación formal como él, por lo tanto, un autodidacta. Después de soportar años de dificultades, desarrolla una voluntad fuerte lo suficientemente poderosa como para abrumar a la posesión de los simbiontes de Venom y Carnage.
Debido a ser perseguido por Kaine durante los cinco años de sus viajes por todo el mundo, Ben Reilly hace sus propias mejoras sobre los tiradores web originales de Peter Parker para las defensas contra los ataques de Kaine. Los tiradores de Reilly todavía tienen disparadores en la palma interna para disparar una línea de una hilera impulsada por una turbina. Aunque los disparadores web de Reilly todavía pueden dispararlos con una variedad de opciones de patrones web, se realizó mediante una válvula piezoeléctrica en lugar de un anillo de ajuste de boquilla como el de Parker. Tres nuevas armas están diseñadas dentro de la plataforma de lanzamiento de los tiradores modificados. Al girar el puño de la muñeca de un tirador, las correas de impacto se disparan como pelotitas en miniatura que explotan al contacto, encerrando un objetivo dentro de un capullo de tela y virtualmente inmóvil. Los aguijones son pequeños, dardos en forma de diamante cubiertos con un agente químico paralizante para incapacitar a los oponentes. Los trazadores de puntos pequeños son versiones miniaturizadas de los trazadores de arañas de Parker (a 1/4 "de su tamaño), más pequeños y livianos y tienen forma de Frisbees rojos diminutos, que son incluso más difíciles de detectar y mucho más rápidos cuando se disparan disparadores web de Reilly Después de que Reilly asume el papel de Spider-Man, luego agregó patas a la carcasa de sus trazadores con forma de araña y se asemejan a los estándares en apariencia junto con el vuelo aerodinámico. Debido a que los tiradores de Reilly son más voluminosos que Peter Como resultado de las modificaciones, Parker las usa en el exterior de su disfraz. Al igual que Parker, Reilly también usa un cinturón que contiene cartuchos de repuesto.
Mientras actúa como el Chacal, Ben viste un traje escarlata y una máscara Anubis de estilo egipcio. Al igual que Kaine, que es un clon de Spider-Man, Reilly es inmune a la purga de la mente mundial de la identidad de Spider-Man y conserva este conocimiento.
Después de mudarse a Las Vegas, Ben roba un traje con el tema de Spider-Man similar a otro clon Spidercide de un cosplayer, que consiste principalmente de rojo con un triángulo azul oscuro en el pecho y un emblema de araña roja, junto con una capucha azul sobre un máscara roja. En su identidad civil, usa una sudadera con capucha y anteojos de sol grandes para ocultar las cicatrices causadas por el proceso de clonación defectuoso, antes de que la Muerte recupere su salud y apariencia. Más tarde, con fuerza, tomó una réplica de su disfraz de araña escarlata de un supuesto " superhéroe de la vida real " después de ser criticado por el primer disfraz que robó, y también recreó a sus lanza telarañas.
Como resultado de su resurrección por la Muerte, Ben fue curado de las cicatrices dejadas por el proceso de clonación que lo trajo a la vida, pero ha aprendido que estas cicatrices volverán en diversos grados si pone en peligro su estado heroico, como un asalto a un civil que había cometido robos dejando a Ben con nuevas cicatrices alrededor de su ojo derecho.

## Otras versiones

### MC2
- En el futuro alternativo conocido como MC2, la "sobrina" de Ben Reilly, May Parker (Spider-Girl) usa su versión del traje de Spider-Man y de los lanzaredes, habiendo sido criada en cuentos de su heroico "Tío Ben". Al igual que su padre, May tiene un tío Ben. Sin embargo, May nunca conoció a su tío. Las últimas palabras de Reilly antes de su muerte son sobre ella: "Cuida a mi sobrina, Peter... cuéntale sobre... su tío Ben".[53] Puede Parker guardar el traje y los lanzaredes de Reilly almacenados desde su muerte, y los usa ella misma. Sin embargo, cuando May le pregunta a su padre por Reilly, Parker no le dice que Reilly era un clon, pero le dice que era un primo.[54]
- Ben Reilly tuvo un hijo de Janine Godbe (Elizabeth Tyne), llamado Reilly Tyne, que se convierte en un superhéroe llamado Darkdevil. Los esfuerzos de Kaine para salvar a su "sobrino" de la degeneración celular dieron como resultado que el demonio Zarathos y el espíritu del difunto Matt Murdock lo poseyeron en parte. Más tarde en la serie, Kaine se reformó.[55]
- Felicity Hardy, la hija de Felicia Hardy (Black Cat), asume la identidad de Araña Escarlata en un intento de asociarse con Spider-Girl. Peter Parker está enojado con lo que él considera un uso inapropiado de la identidad.[56]

### Marvel Zombies
Ben Reilly es uno de los héroes del Helicarrier de S.H.I.E.L.D. que sobrevivió a la plaga zombi. Él es visto luchando contra los zombis; sin embargo, este plan se desmorona. El destino de Reilly es desconocido.

### Ultimate Marvel
En la realidad Ultimate Marvel de Ben Reilly es un científico afrodescendiente que trabajó con el Dr. Curt Connors en la Universidad Empire State. Combina una muestra del ADN de Spider-Man con el traje de Lagarto y Venom para crear Carnage, y roba una segunda muestra del ADN de Spider-Man del laboratorio. Reilly luego trabaja con el Doctor Octopus, creando cinco clones de Spider-Man mientras trabajaba para la CIA. Un clon tiene la personalidad loca y las cicatrices faciales de Kaine, y usa una versión improvisada del disfraz de Ben Reilly. El personaje, Spider-Woman, otro de los clones, desempeña el mismo papel que Reilly en la "Saga del clon" original.

## Apariciones en otros medios

### Televisión
- Un malvado clon de Spider-Man apareció en el episodio de la serie de televisión Amazing Spider-Man de 1997, "Night of the Clones".
- Araña Escarlata hizo su primera aparición animada en la serie animada Los 4 Fantásticos de 1994. En el episodio "Pesadilla en verde", su figura sombreada se puede ver colgada debajo de la cornisa de un edificio.
- Araña Escarlata (Ben Reilly) aparece en Spider-Man: The Animated Series, con la voz de Christopher Daniel Barnes. En una realidad alternativa de la serie principal de la realidad, se desconoce si Araña Escarlata es el clon de Spider-Man o viceversa, ya que Miles Warren les "robó el pasado". Debido a la confusión, uno se convierte en Ben Reilly y adopta el alias Araña Escarlata. El otro, que ya lucha con la idea de que no sea real, se encuentra con Araña Escarlata en la guarida del Kingpin y los dos luchan. El simbionte Carnage emerge de un portal interdimensional abierto y se une con el segundo, volviéndolo completamente loco y convirtiéndolo en Spider-Carnage. En el final de la serie donde numerosas versiones de Spider-Man de diferentes realidades se unen para detener a Spider-Carnage, Araña Escarlata cuenta su origen a Spider-Man, a lo que este último comenta: "¡Esto está empezando a parecer una mala trama de cómic!".[59][60] Spider-Carnage casi destruye todo el multiverso, pero Beyonder y Madame Web pueden rebobinar el tiempo suficiente para reunir a los Spider-Men capaces de detenerlo, Araña Escarlata entre ellos.
- En la serie animada Ultimate Spider-Man, Flash Thompson va brevemente por Araña Escarlata en la tercera temporada llamada Ultimate Spider-Man: Web Warriors.[61] En la cuarta temporada, aparece en Ultimate Spider-Man vs. Los 6 Siniestros, con la voz de Scott Porter, éste se demuestra al tener aguijones en las muñecas y telarañas orgánicas:
  - En el episodio 9, "Fuerzas de la Naturaleza", como Araña Escarlata salvó a la Tía May, le muestra su rostro con una cicatriz y le confiesa que no tiene nombre, ella decide llamarle Ben.
  - En el episodio 10, "Los Nuevos 6 Siniestros, Parte 1", Ben Reilly logra darle una torta de cumpleaños de respaldo para la fiesta de cumpleaños de la tía May solo en caso de que algo malo le pasó a la que Spider-Man trajo. Durante el ataque de los Seis Siniestros en el Triskelion, se reveló que Ben Reilly era el espía del Doctor Octopus en la Academia S.H.I.E.L.D., como el séptimo miembro de los Seis Siniestros. Araña Escarlata, luego, derrota a Spider-Man y lo desenmascara frente al Doctor Octopus.
  - En el episodio 11, "Los Nuevos 6 Siniestros, Parte 2", el Doctor Octopus reveló que él tomó a Araña Escarlata en él, como lo manda a conseguir la llave para el último invento del Dr. Curt Connors en la casa de la tía May. Flash Thompson en una silla de ruedas avanzada porque tenía que trabajar para mantener a Araña Escarlata de la obtención de la clave, como la tía May trata de razonar con ella. Esta falla incluso cuando Spider-Man llega. Al llegar la clave para el Doctor Octopus, Araña Escarlata observa como el Doctor Octopus utiliza la invención para convertir la isla HYDRA en la isla de Ock. A la tía May siendo capturada por el Doctor Octopus, Araña Escarlata al saber de su error, es persuadido por la tía May y decide ayudar a Spider-Man. Araña Escarlata y Spider-Man luchan contra el Doctor Octopus, que se escapa. Sin el Doctor Octopus, la isla comienza a caer a la ciudad. Después de disparar una cápsula de escape con Spider-Man y la tía May a cabo de la isla de Ock, Araña Escarlata pilotea la isla en donde se estrella en el mar. Spider-Man, Araña de Hierro y Chico Arácnido no fueron capaces de encontrar el cuerpo de Araña Escarlata, si sobrevivió o no.
  - En el episodio 21, "Los Destructores de Arañas, Parte 1", Ben sobrevivió después de estrellar la isla de Ock al océano y se escondió de todos sus conocidos para averiguar la verdad sobre sí mismo y su pasado. Mientras que él estaba investigando, vio a Spider-Man y Spider-Woman de casi perder la vida por Kaine y los salvó mucho al ver a Peter, queriendo remediar por lo que ha hecho, en destruir a S.H.I.E.L.D. y a la tía May, y al saber que fue manipulado por Octobots y teme ser encerrado por sus crímenes. Después de eliminar a los otros Kaine (como Araña Escarlata) de Ock y derrotarlo a él, Ock accedió a ayudarlo a encontrar la verdad sobre Ben en la Isla Hydra, dejando a Spider-Man y Spider-Woman para que no los sigan.
  - En el episodio 22, "Los Destructores de Arañas, Parte 2", Al pasar por la seguridad de la isla HYDRA hundida que fue activado después de la caída, Araña Escarlata, Spider-Man y el Doctor Octopus se encuentran con los Spider-Slayers, siendo creaciones del Doctor Octopus, pero dice que Zola tiene el control ahora. Al pelear contra ellos, pierde su confianza al escuchar a Ock que él es un sintezoide como sus creaciones. Pero recupera su valor en ayudar a Spider-Man. Después de ver a Ock que recibe una actualización, activa a Zola y le dijo a Ben la verdad sobre ser un sintezoide con el ADN de Spider-Man y que también es el líder de los Spider-Slayers, cuando sabe que uno de ellos, le hizo esa cicatriz en su cara, luego de escapar Ock, cuando la isla HYDRA resurge. Pero ahora los Spider-Slayers están al comando de Ben, pero consiguió siendo manipulado, cuando la Red de Guerreros llega en ayudar a Spider-Man. Pero Ben casi al volverse malo, se libera al soltar a Spider-Man y ahora controla a los Spider-Slayers. Destruyen la consola de Zola, ayuda a los Spider-Slayers en ponerlos en sus contenedores y escapan de la isla HYDRA al hundirse de nuevo.
  - En el episodio 23, "Los Destructores de Arañas, Parte 3", aparece con la Red de Guerreros al ser traído con los Spider-Slayers al Triskelion, hasta que es atacado por Nova. Puño de Hierro, Power Man y Chica Ardilla atacan a los Spider-Slayers, al saber ellos que fue el espía del Doctor Octopus de revelar la identidad de Spider-Man, que puso en peligro a la academia SHIELD y la tía May, en no confiar en él, detiene a los Spider-Slayers, al saber que están en contra de él, hasta con el Agente Venom por lo que hizo. Cuando el Triskelion está en encierro, encuentra inconsciente a Araña de Hierro, Power Man, Puño de Hierro y Nova. El va con Spider-Man, Agente Venom, Spider-Woman, Chico Arácnido y Chica Ardilla a investigar pistas sobre un intruso, al creer que es él teniendo una bolsa de bocadillos y lo encierran en una cápsula con los Spider-Slayers. Hasta que se escapa, se reúne con la Red de Guerreros teniendo un transmisor de energía al sobrecargar a Kaine, pero sabe que lo empeora al ser más fuerte. Al escapar con Spider-Man y el Agente Venom, libera a los Spider-Slayers, para que Ben los controle y ayuden, pero Kaine los controla estando en su contra. Luego, la Red de Guerreros se reúnen para enfrentarse a Kaine y los Spider-Slayers, hasta que se unen formando The Ultimate Spider-Slayer. Cuando Araña Escarlata es capturado por Kaine al unirse, el Agente Venom decide salvarlo usando el transmisor de energía para sobrecargarlo desde adentro hasta explotar. Al final, Araña Escarlata acepta la disculpa del Agente Venom luego de regresar al equipo y al convidarle con una bolsa de bocadillos.
  - En el episodio 25, "Día de Graduación, Parte 1", él hace equipo con el Agente Venom, Araña de Hierro, Chico Arácnido y Spider-Woman en ayudar a Spider-Man para proteger a la tía May (luego de asumir la culpa por lo que hizo de ponerla en peligro) y encontrar al Doctor Octopus, hasta que se enfrentan a Rhino y lo derrotan, pero el Doctor Octopus llega por sorpresa y también lo derrotan. En la ceremonia de graduación, es atrapado con todo el equipo por un campo de fuerza en el Triskelion por el Doctor Octopus siendo una trampa.
  - En el episodio 26, "Día de Graduación, Parte 2", estando encerrado con el equipo por un campo de fuerza en el Triskelion al ser aplastados, pero Spider-Man los liberó por la cooperación del Doctor Octopus. Al final, él y Agente Venom se vuelven maestros de la academia S.H.I.E.L.D.

### Películas
- El diseño del traje original Spider-Man de Peter Parker en Spider-Man: Homecoming (2017) tiene un marcado parecido con el traje original de Ben como Araña Escarlata. El arte conceptual del artista de diseño de la película, Ryan Meinerding, representa una versión alternativa del traje que pretendía ser una representación de Araña Escarlata.[62]
- Ben Reilly / Araña Escarlata aparece en Spider-Man: Across the Spider-Verse (2023),[2][63] con la voz de Andy Samberg.[64] Esta versión es miembro de Spider-Society de Miguel O'Hara. Reilly se representa como una parodia de los tropos cómicos en la década de 1990 y se muestra constantemente inquietante o haciendo monólogos internos. El director Joaquim Dos Santos confirmó que su versión de Reilly estaba "representando una era en los cómics. Esa es una de las cosas clave del personaje: Ben Riley era una era en la que los personajes súper tontos eran como la (norma); y estar en posiciones que no eran físicamente posibles... Músculos sobre músculos sobre músculos y estar en posiciones que no eran físicamente posibles. Y realmente queríamos capturar eso".[65]

### Videojuegos
- Spider-Man puede usar los trajes de Reilly, Araña Escarlata y Spider-Man en el videojuego de 2000 Spider-Man y su secuela de 2001 Spider-Man 2: Enter Electro.
- Spider-Man puede usar los trajes de Spider-Man y Spider-Carnage de Reilly en la versión para Wii de Spider-Man: Web of Shadows.
- El disfraz de Araña Escarlata es uno de los trajes alternativos de Spider-Man en Marvel: Ultimate Alliance, Spider-Man: Shattered Dimensions, Ultimate Marvel vs. Capcom 3 y Spider-Man: Edge of Time.
- Se puede desbloquear un disfraz de Spider-Carnage en The Amazing Spider-Man 2.
- Tanto Araña Escarlata como Spider-Man de Reilly son personajes jugables en Marvel Super Hero Squad Online, con la voz de Chris Cox y Yuri Lowenthal, respectivamente.
- Araña Escarlata es un personaje jugable en Lego Marvel Super Heroes 2.
- El traje Araña Escarlata está en el videojuego Spider-Man.